# Zwarte balsempopulier
De zwarte balsempopulier (Populus trichocarpa) is een boom uit de wilgenfamilie (Salicaceae) en de sectie Tacamahaca. De soort staat ook wel bekend onder de Nederlandse namen West-Amerikaanse balsempopulier, witte balsempopulier en haarvruchtige populier.

## Voorkomen
De zwarte balsempopulier komt van nature voor in het westen van Noord-Amerika en Canada, ten westen van de Rocky Mountains van Alaska tot Zuid-Californië, daar groeit hij langs beken en rivieren op matig voedselrijke tot voedselrijke, vochtige gronden. Zijn naam dankt de balsempopulier aan zijn kleverige knoppen die vooral tegen het voorjaar een zeer sterk ruikende balsem afscheiden.
In Nederland is de soort vrij zeldzaam. De soort is adventief en niet ingeburgerd.

## Beschrijving

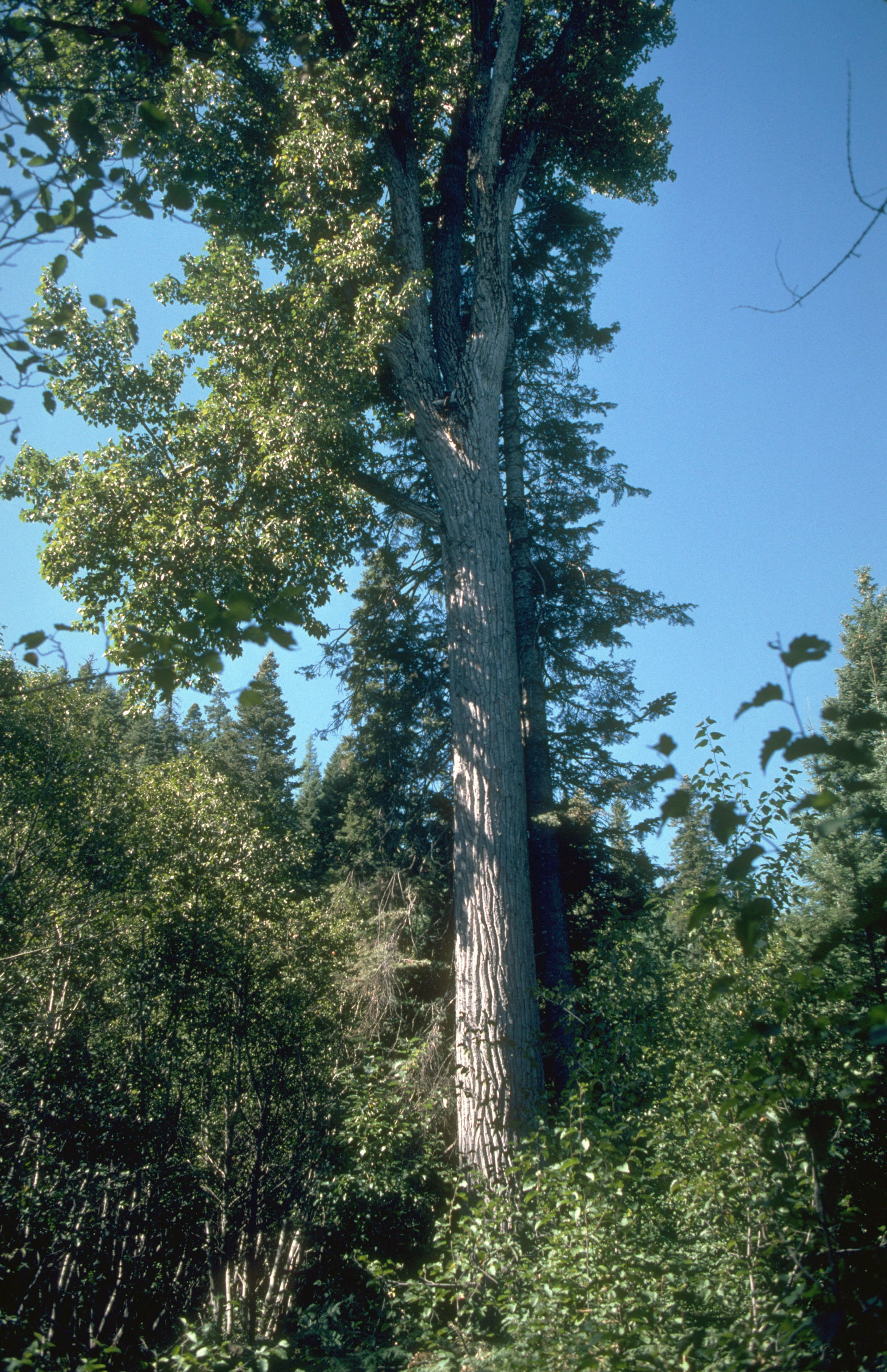
Bast

Als jonge boom heeft deze een rechte stam met een smalle piramidale kroon en een lange topscheut. De tot op half volwassen leeftijd zeer sterk groeiende boom kan tot 35 m hoog worden en kenmerkt zich door zijn onregelmatige, breedronde, open kroon met opgaande, in kransen staande takken. Bij oudere bomen zitten op het onderste deel van de stam veel waterloten. De bast is op jonge leeftijd glad en groengeel. Op oudere leeftijd schilfert de bast af en wordt deze donkergrijs met ondiepe groeven.
De grijsbruine twijgen zijn hoekig en in het begin nog behaard. De roodbruine, 1 cm lange, kleverige knoppen zijn iets gekromd, aanliggend, spits en glanzend. De knop aan het eind van de twijg is 3 cm lang.
De afwisselend geplaatste 9–14 cm grote, langwerpig driehoekige tot afgespitst eironde bladeren hebben een afgeronde of zwak hartvormige voet. De behaarde, in het jonge stadium roodachtige bladsteel is 3–6 cm lang. De bovenkant van het blad is groen en de onderkant grijsgroen tot wit met een bruingroene, netvormige adering. Het blad komt vanaf begin april tevoorschijn en is dan geelgroen of soms bruingroen. De bovenkant van het blad is in de herfst geel met een witte onderkant.
De zwarte balsempopulier is tweehuizig (er zijn aparte mannelijke en vrouwelijke bomen). De bloeiwijze is een hangend katje dat voor het uitlopen van het blad verschijnt. Het mannelijk katje is 8 cm lang en het groene, vrouwelijke katje is bij rijpheid 8 tot 20 cm lang. Mannelijke bloemkatten zijn dof karmozijnrood en hebben 30-60 meeldraden. Ze vallen spoedig af na het loslaten van het stuifmeel, dat vervolgens door de wind wordt verspreid. (windbestuiving).
De vrouwelijke katjes blijven na de bestuiving tot in mei hangen. Dan springt de driekleppige, 5 to 8 mm lange doosvrucht open en komt het 3 × 1 mm grote zaad vrij. Het is omgeven door donzig pluis en voert ver op de wind mee. Sommige bomen produceren zoveel pluis dat het lijkt of het sneeuwt. Mensen kunnen voor dit pluis allergisch zijn. Daarom bestaan de meeste rassen uit alleen maar mannelijke bomen. Lang niet alle pluis bevat een zaadje. Een boom wordt vruchtdragend na circa tien jaar.

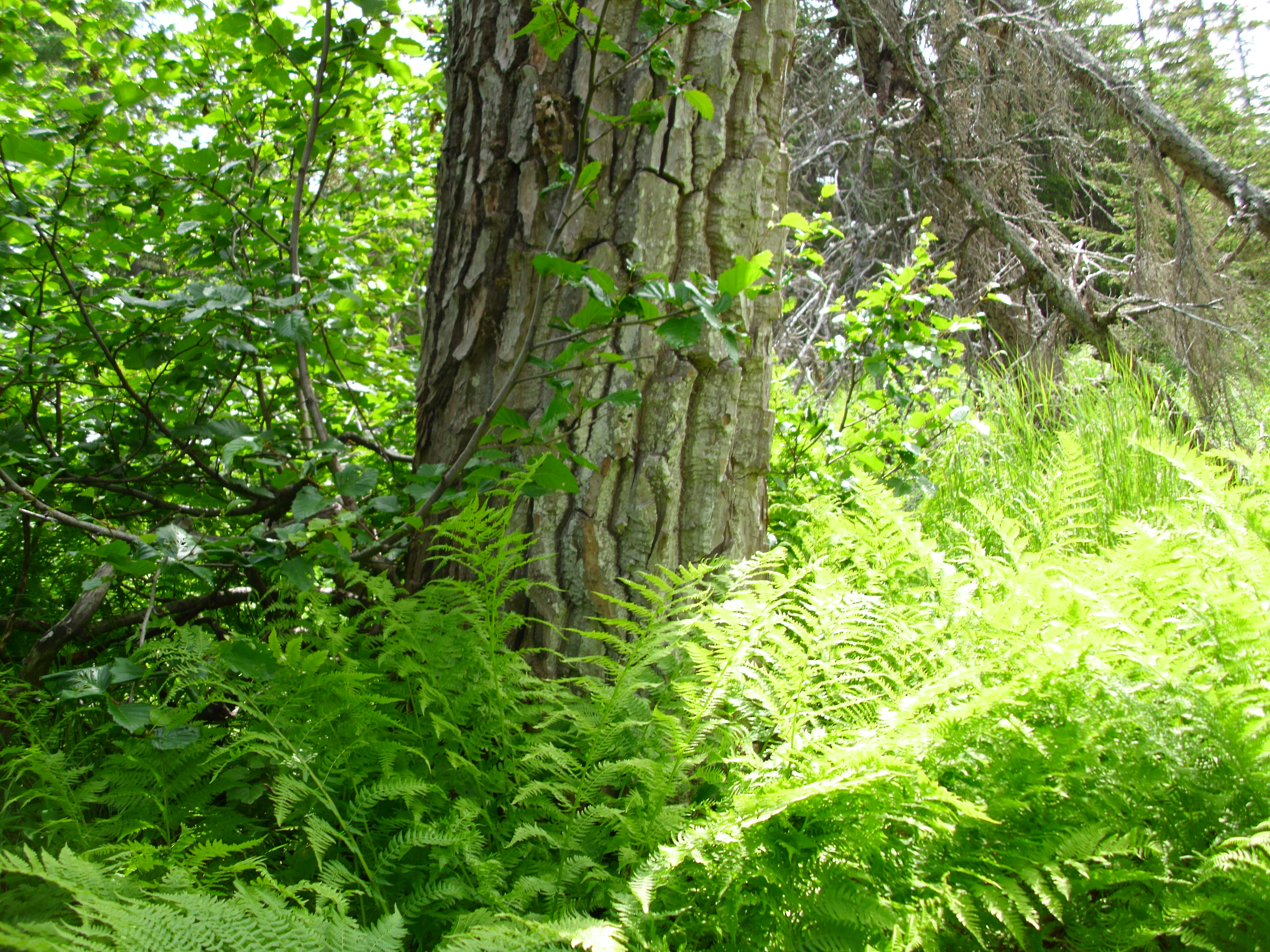
stam
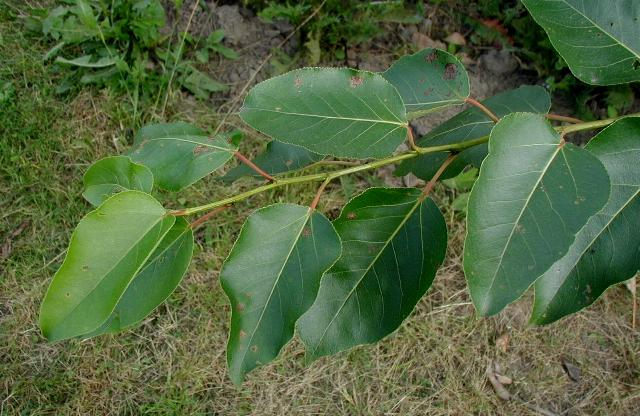
Bladeren (gecultiveerd)
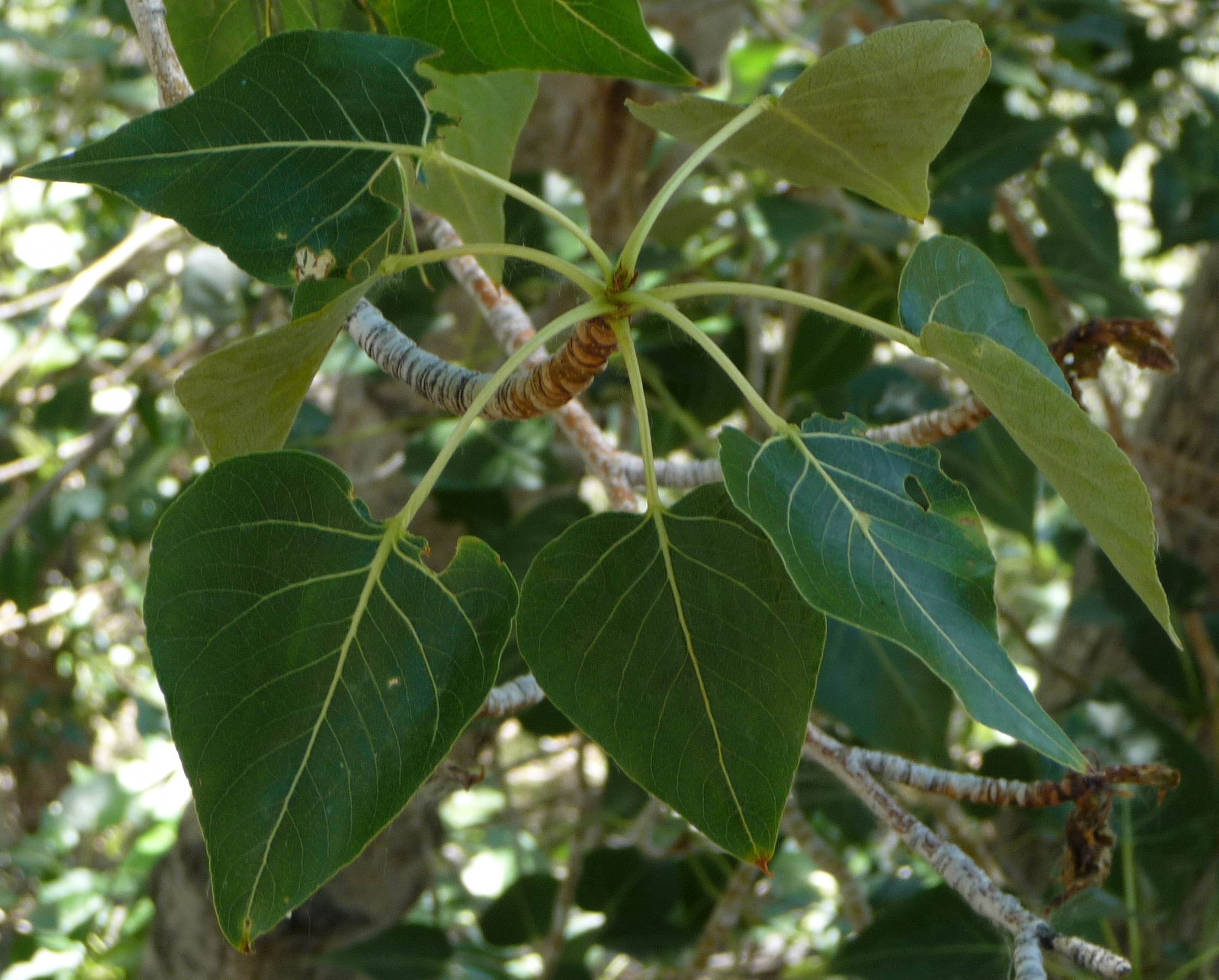
Bladeren
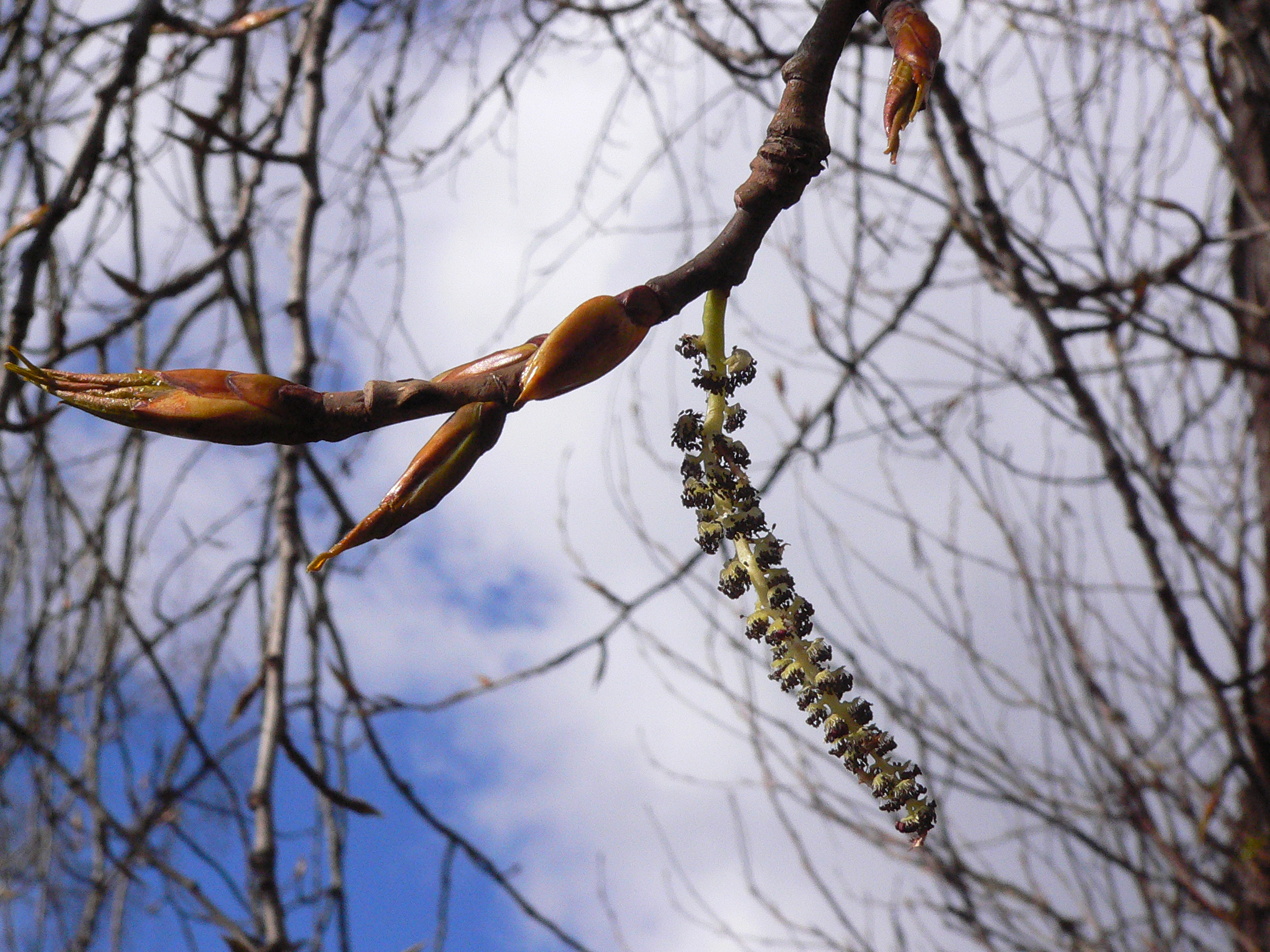
Mannelijke katjes

## Gebruik
De zwarte balsempopulier wordt gebruikt in bossen voor de houtproductie en in parken. De boom is slecht windbestendig. De zwarte balsempopulier wordt in Nederland meestal vegetatief vermeerderd door winterstek.
In Nederland wordt vooral het volgende ras aangeplant:
- Blom, mannelijke boom

## Ziekten
De zwarte balsempopulier is gevoelig voor de populierenroest Melampsora larici-populina, de bladvlekkenziekte (Marssonina brunnea) en bacteriekanker (Xanthomonas populi).

## Genoom
Het aantal chromosomen 2n=38. De zwarte balsempopulier is de eerste boomsoort waarvan het genoom volledig is gesequencet. De resultaten werden in 2006 gepubliceerd.
- Grootte: 485 miljoen baseparen. (menselijke genoom: 3 miljard baseparen)
- Verhouding heterochromatine tot euchromatine: 3:7
- Aantal chromosomen: n = 19
- Aantal vermoedelijke genen: 45.555, het grootste aantal ooit gemeten (september 2008)
- Mitochondriaalgenoom: 803,000 baseparen, 52 genen
- Chloroplastgenoom: 157,000 baseparen, 101 genen

... ·  
P. ×acuminata · 
P. adenopoda · 
P. afghanica · 
P. alba (Witte abeel) · 
P. angustifolia (Smalbladige populier) · 
P. balsamifera (Ontariopopulier) · 
P. ×berolinensis (Siberische balsempopulier) · 
P. ×canadensis (Canadapopulier) · 
P. candicans · 
P. ×canescens (Grauwe abeel) · 
P. cathayana · 
P. davidiana · 
P. deltoides (Amerikaanse populier) · 
P. euphratica · 
P. fremontii · 
P.  grandidentata (Grofgetande populier) · 
P. guzmanantlensis ·  
P. heterophylla (Hartbladige populier) · 
P. ilicifolia · 
P. ×interamericana (Zwarte balsemhybride) · 
P. ×jackii · 
P. koreana · 
P.  lasiocarpa (Ruwe populier) · 
P. laurifolia (Laurierpopulier) · 
P. maximowiczii (Koreaanse balsempopulier) · 
P. mexicana · 
P. nigra (Zwarte populier) · 
P. nigra var. italica (Italiaanse populier) · 
P. rotundifolia · 
P. sieboldii · 
P. simonii (Chinese balsempopulier) · 
P. suaveolens · 
P. szechuanica · 
P. ×tomentosa ·  
P. tremula (Ratelpopulier) · 
P. tremuloides (Amerikaanse ratelpopulier) · 
P. trichocarpa (Zwarte balsempopulier) · 
P. tristis · 
P. wilsonii (Wilsonpopulier) · 
P. yunnanensis · 
...